# Chico Hamilton
Chico Hamilton, właśc. Foreststorn Hamilton (ur. 21 września 1921 w Los Angeles, zm. 25 listopada 2013 w Nowym Jorku) – amerykański perkusista jazzowy.

## Życiorys
Chico Hamilton urodził się 21 września 1921 roku. Rozpoczął przyspieszoną edukację muzyczną i w tym czasie grał z artystami jazzowymi, m.in. z Dexterem Gordonem, Erniem Royalem, Charlesem Mingusem i Buddym Collette'em. Nagrał swój pierwszy album jako lider zespołu w 1955. Zmarł 25 listopada 2013 roku mając 92 lata.
W 2004 otrzymał nagrodę NEA Jazz Masters Award